# 洛阿姆內什鄉
45°56′N 24°06′E / 45.933°N 24.100°E
洛阿姆內什鄉（羅馬尼亞語：Comuna Loamneș, Sibiu），是羅馬尼亞的鄉份，位於該國中部，由錫比烏縣負責管轄，面積97平方公里，海拔高度452米，2007年人口3,145，人口密度每平方公里33人。